# 凱恩山
凱恩山（英語：Mount Kane），是南極洲的山峰，位於帕爾默地南部，處於斯夸爾斯峰西南面11公里，屬於普萊費爾山脈的一部分，美國地質調查局根據測量和美國海軍拍攝的空中照片繪入地圖，現時由南極條約體系管理。